# Madrid (Alabama)
Madrid is een plaats (town) in de Amerikaanse staat Alabama, en valt bestuurlijk gezien onder Houston County.

## Demografie
Bij de volkstelling in 2000 werd het aantal inwoners vastgesteld op 303.
In 2006 is het aantal inwoners door het United States Census Bureau geschat op 329, een stijging van 26 (8,6%).

## Geografie
Volgens het United States Census Bureau beslaat de plaats een oppervlakte van
5,0 km², geheel bestaande uit land. Madrid ligt op ongeveer 51 m boven zeeniveau.

## Plaatsen in de nabije omgeving
De onderstaande figuur toont de plaatsen in een straal van 16 km rond Madrid.